# Lithurgus chrysurus
Lithurgus chrysurus is een vliesvleugelig insect uit de familie Megachilidae. De wetenschappelijke naam van de soort is voor het eerst geldig gepubliceerd in 1834 door Fonscolombe.